# Tenorioseius gracilisetae
Tenorioseius gracilisetae är en spindeldjursart som först beskrevs av Muma 1962.  Tenorioseius gracilisetae ingår i släktet Tenorioseius och familjen Phytoseiidae. Inga underarter finns listade i Catalogue of Life.